# Ignacy (biskup turowski)
Ignacy (zm. 1144) – prawosławny biskup turowski.

## Życiorys
Informacje o Ignacym pochodzą z hagiograficznego Słowa o mnichu Marcinie, traktowanego przez historyków Cerkwi jako wiarygodne świadectwo początków eparchii turowsko-pińskiej. Moment, w którym Ignacy objął urząd biskupa turowskiego, nie jest znany. Możliwe jest ustalenie jedynie daty śmierci duchownego – 1144, a zatem był trzecim znanym z imienia biskupem turowskim. W tym samym roku na urzędzie zastąpił go Joachim.